# August Kelpe

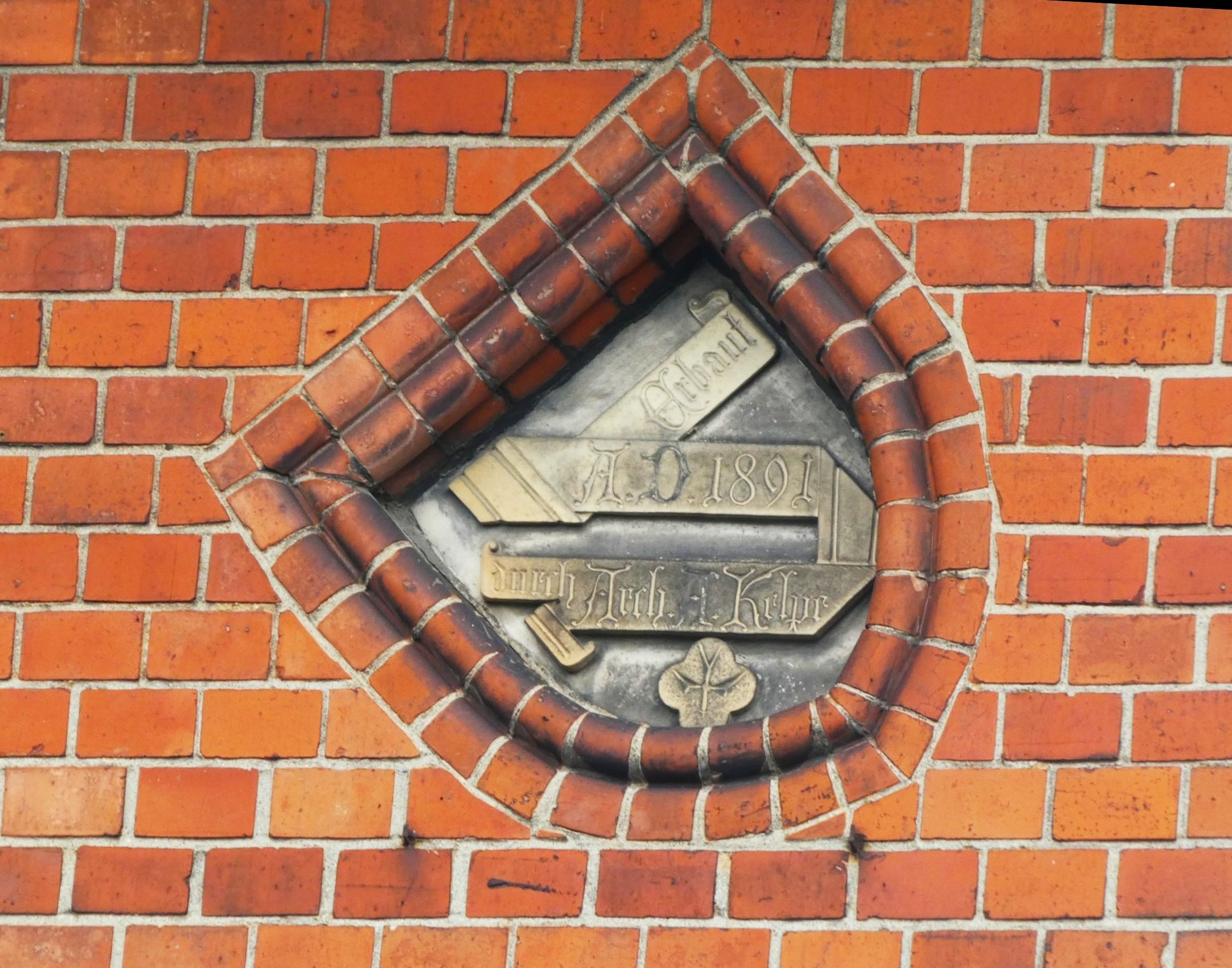
Architekteninschrift August Kelpe, 1891 (Bockenem, Bürgermeister-Sander-Straße 10)

August Kelpe (* 29. April 1866 in Schlewecke bei Bockenem; † 6. Dezember 1940 in Hannover; vollständiger Name: August Heinrich Karl Kelpe) war ein deutscher Architekt.

## Leben und Wirken
Nach dem Besuch der Baugewerkschule Buxtehude studierte Kelpe von 1889 bis 1892 an der Polytechnischen Schule Hannover bei Conrad Wilhelm Hase Architektur und wurde 1890 Mitglied der von Hase gegründeten Bauhütte zum weißen Blatt in Hannover. Von 1895 bis 1911 wirkte er als freier Architekt in Minden, wo seine Haupttätigkeit auf dem Gebiet des Wohn- und Geschäftshausbaus lag. In seinen frühen Bauten blieb Kelpe der Neugotik der Hannoverschen Architekturschule verpflichtet, während er später in unterschiedlichen Stilen entwarf.
August Kelpe war der Bruder des Göttinger Architekten Karl Kelpe (1873–1937) und Vater der beiden US-amerikanischen Maler Karl Kelpe (1898–1973) und Paul Kelpe (1902–1985).

## Bauten (Auswahl)
- 1891: Pfarrhaus der Evangelisch-lutherischen Kirche in Bockenem
- 1895: Pfarrhaus der evangelisch-reformierten Gemeinde St. Petri in Minden
- 1905–1906: Pfarr- und Küsterhaus der evangelisch-lutherischen Gemeinde St. Marien in Minden
- 1910–1911: Evangelisch-lutherische Kirche in Frille
- 1912–1913: Evangelisch-lutherische Kirche in Seggebruch
- 1913–1914: Hanskühnenburg (Bergbaude mit Aussichtsturm) im Westharz

Bauten von August Kelpe
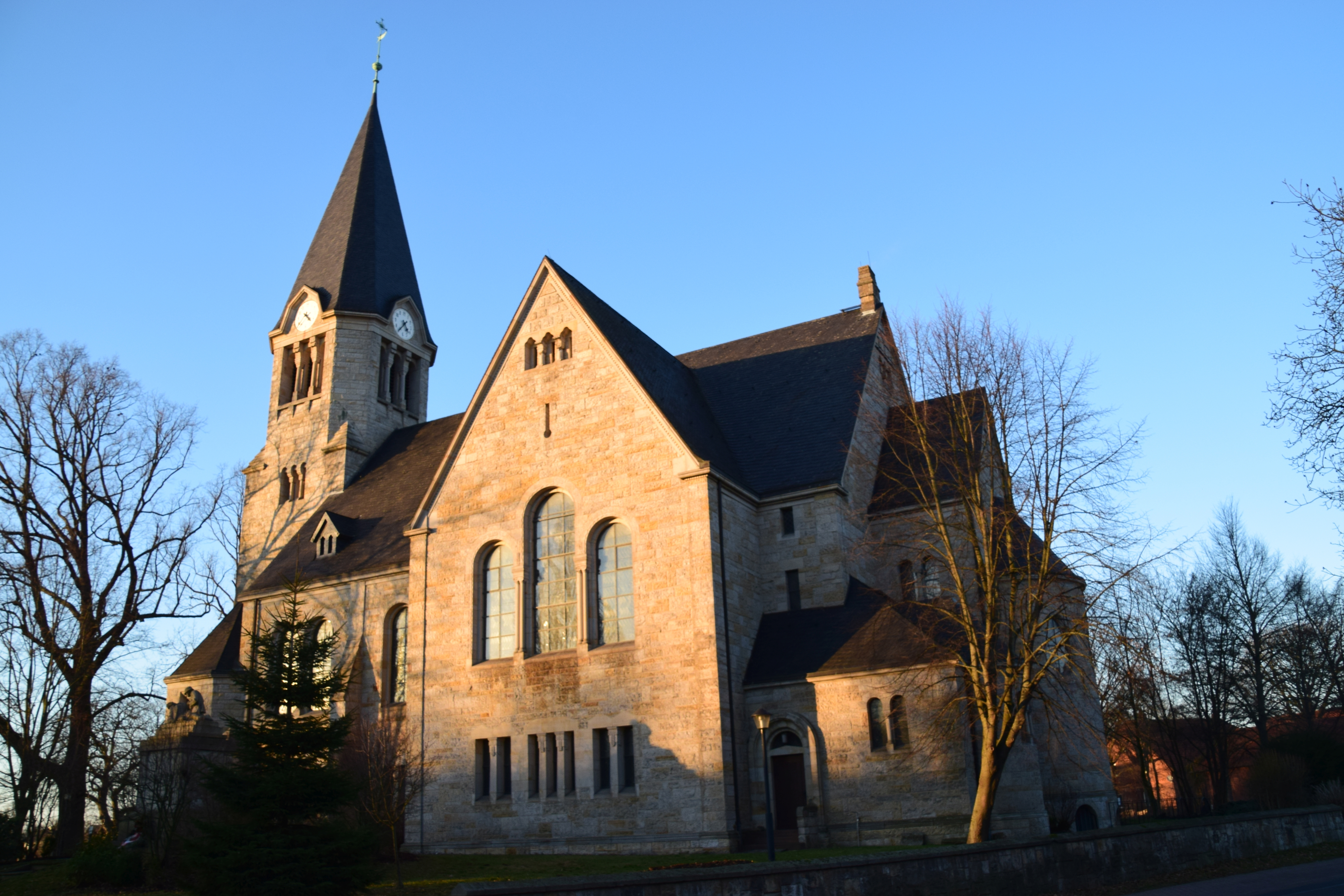
Evangelische Kirche Frille
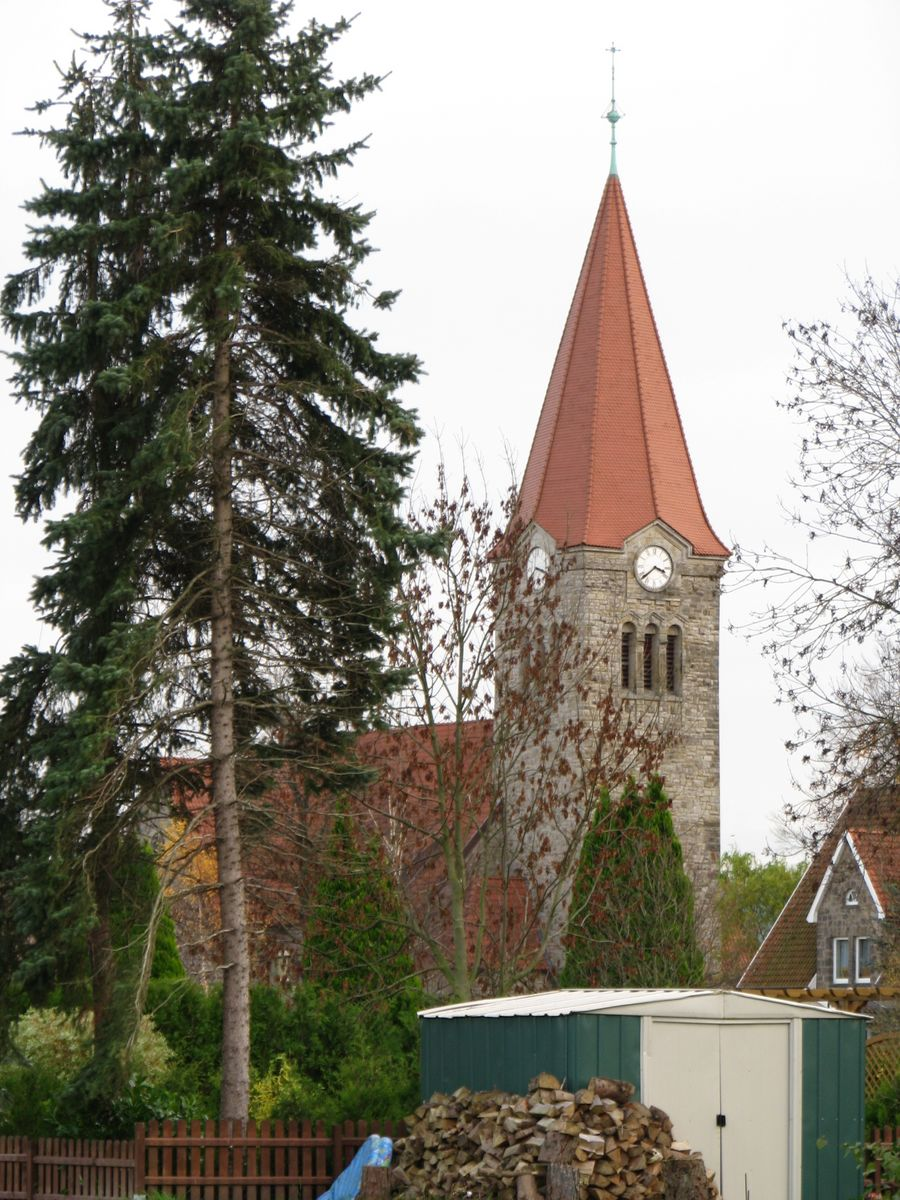
Evangelische Kirche Seggebruch
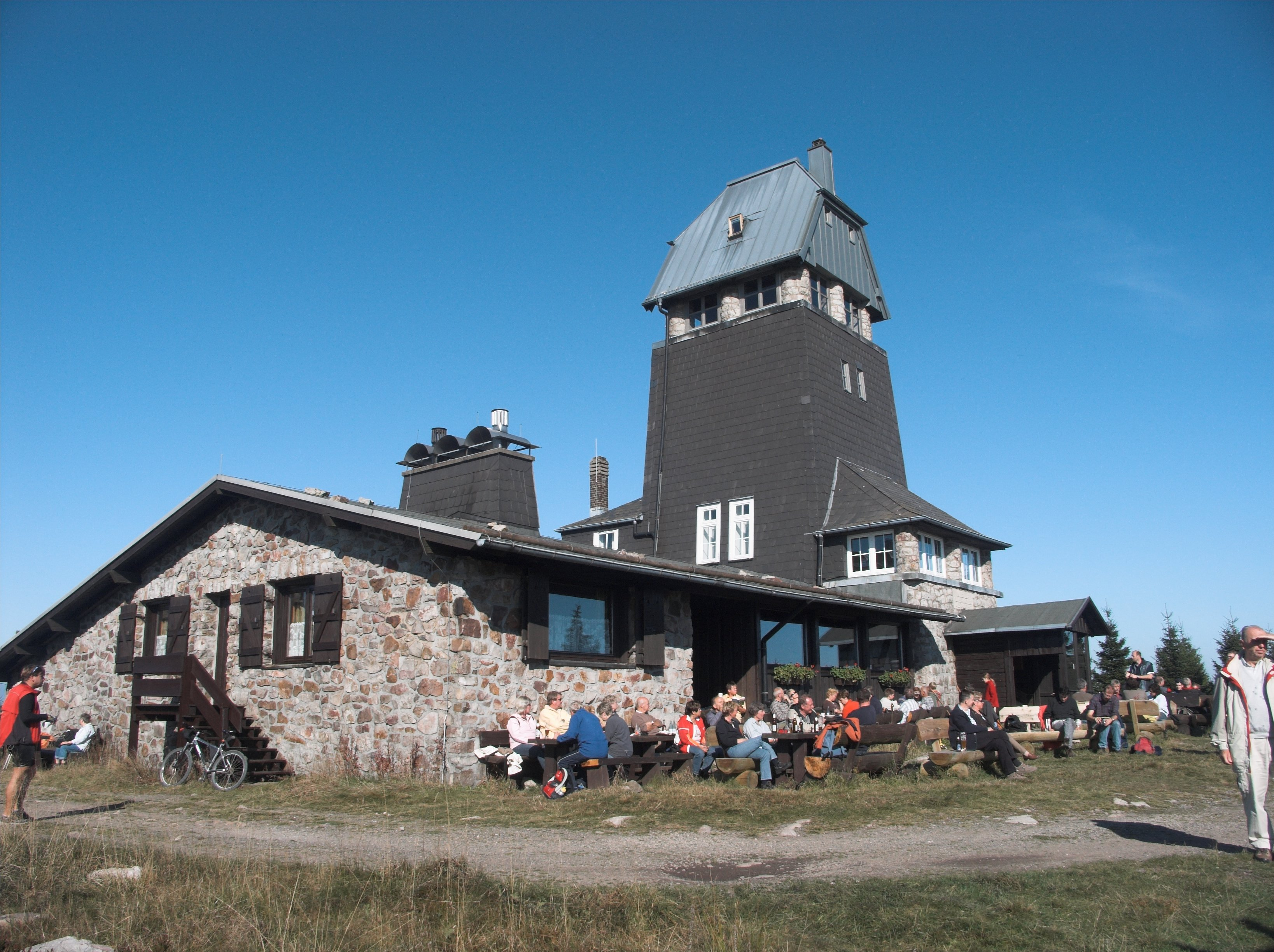
Hanskühnenburg